# Ectabola phaeocephala
Ectabola phaeocephala är en fjärilsart som beskrevs av Edward Meyrick 1918. Ectabola phaeocephala ingår i släktet Ectabola och familjen äkta malar. Inga underarter finns listade i Catalogue of Life.